# ルパン三世 ワルサーP38
『ルパン三世 ワルサーP38』（ルパンさんせい ワルサーピーさんじゅうはち、In Gedenken an die Walther P38）は、モンキー・パンチ原作のアニメ『ルパン三世』のTVスペシャルシリーズ第9作。1997年8月1日に日本テレビ系の金曜ロードショーで放送された。視聴率は21.8%（ビデオリサーチ）。

## 概要
ルパン三世生誕30周年記念作品であり、坂上みきによる冒頭の解説ではTVスペシャル史上最高額（1997年当時）の予算をかけて製作されたことが語られている。また、本作から大野雄二が音楽担当に復帰しており、製作に合わせて「ルパン三世のテーマ'97バージョン」を編曲、オープニングとして初使用された。
プロデューサーの中谷敏夫によると、本作は企画段階から『（ルパンの）一番大切なもの』について考える事になり、ワルサーP38をテーマにした作品作りをするに至ったという。
登場人物のブラックユーモアも交えた軽妙な会話はシリーズ通りだが、コミカルなシーン自体は少なめな一方、流血表現と暴力シーンが多く、終始緊張感のあるシリアスかつダークな作風に仕上がっており、ゲストヒロインを筆頭に、ルパンファミリーを除くほとんどの登場人物が死亡するなど、バッドエンドとも解釈できるエンディングとなっている。また、これまでのオープニングでは相手から逃亡する側だったルパンが、この作品では相手を追跡する側になっているなどシリーズ中では異色の作品となっている。
この作品でのルパンの衣装のカラーリングは赤いジャケットを羽織り、劇場映画第1作『ルパン三世 ルパンVS複製人間』と同じ黒いシャツに黄色のネクタイ、黒いズボンの組み合わせであった。一方で不二子の髪の色は、前年に放送されたTVスペシャル『ルパン三世 トワイライト☆ジェミニの秘密』同様に金髪であった。
テレビスペシャルシリーズの中ではファンからの人気が高い作品の一つで、YouTubeで行われた「視聴回数」&「いいね」の数で決まる人気投票では第3位を獲得した。2021年に金曜ロードショー公式サイトでルパン三世アニメ化50周年を記念して実施したファン投票企画『みんなが選んだルパン三世』のTVスペシャル部門で第1位に選ばれ、同年10月22日に同枠で再放送された。平均世帯視聴率は、7.5%。

## あらすじ
自分の名を騙った偽の予告状の真相を確かめるべく、ルパンは某国副大統領の誕生パーティーに潜入するが、謎の武装集団が現れ、副大統領を暗殺してしまう。ルパンを逮捕するため会場にいた銭形警部もまた、彼の目の前で何者かが撃った凶弾に倒れる。ルパンが狙撃者を確認しようとすると、窓から突き出たシルバーメタリックのワルサーP38を握った右手のみが見え、その甲にはタランチュラの刺青が入っていた。シルバーメタリックのワルサーP38は駆け出し時代のルパンの得物であったが、当時の相棒に裏切られ、奪われたものであった。
タランチュラの紋様から、ルパンは武装集団の正体が、密かに各国から支援を受ける「タランチュラ」と呼ばれる謎多き暗殺組織だと推測する。報復とワルサーP38の謎を追うため、次元と共に彼らの本拠地の島があるバミューダトライアングルへと向かう。島は静止衛星によるレーザー砲で守られており、未確認の侵入者を破壊するという（この海域で行方不明になる飛行機や船が多い理由）。レーザーを回避するも早々に島に侵入したことがばれたルパンと次元は、会場でも見かけた若い女性暗殺者エレンなどの殺し屋たちと相対するが、うまく彼らの追跡を躱す。島にはすでに不二子と五ェ門も潜入しており、合流して情報交換を行う。島内には暗殺報酬のための大量の金塊があると言い、ルパンらはこれを盗むことを決める。
一方、銭形は奇跡的に一命を取り留めていた。銃弾がかつてルパンが使用していた銃から発射されたものだったことから、ICPOは銭形を撃った犯人はルパンだと断定しており、彼は否定するも取り合ってもらえない。銭形は急いで復帰しようとし、新たな相棒ビッキーに「タランチュラ」について調べるように命令するが、ICPO上層部はそんな銭形を煙たがり、療養のためとして体よく田舎に追い払ってしまう。
タランチュラのボスであるゴルドーは、エレンやジャックら幹部に、ルパンを生け捕りにするよう命じる。エレンの前に再び現れたルパンはそのまま捕まり、ゴルドーの元に連れていかれる。ルパンは、（タランチュラの構成員全員がそうであるように）島内から噴出する特殊なガスを吸い続けないと活性化して数時間以内に死ぬ特殊な毒を注射され、タランチュラの構成員にさせられてしまう。やがてルパンは、エレンから「タランチュラ」の支配から抜け出したい穏健派の秘密拠点を紹介される。同じく幹部クラスのボマーやドクターも関わっており、毒の解毒剤を作成し、静止衛星を破壊して盗み出した金塊を積み込んだ大型船で島外へ逃げ出す計画を立てていた。このうち、解毒剤の作成のためにルパンは毒の成分表を盗み出し、一方で次元や五ェ門はボマーらと金塊のある金庫室までのトンネルを掘る。
成分表を基にドクターは解毒剤の作成に成功し、盗み出した金塊の積み込みも終わる。後は暗殺任務を受けたルパンとエレンが仕事に向かう振りをして、静止衛星の管理基地に向かい、エレンの亡き弟が作成したプログラムで自爆させるだけとなった。島外にて解毒剤を服用したルパンとエレンの右手の甲からタランチュラの紋様が消え、エレンはマスク越しではない空気を吸い込み、自由を実感する。そして管理基地に潜入したルパンとエレンであったが、なるべく殺しを避けたいことが仇となってエレンが重傷を負う。それでも衛星の管理装置にたどり着き、プログラムを実行させるが、自爆にはなぜか1時間の猶予がつけられていた。予定時間に自爆していないことを知らない仲間たちが島外に出ようとすればレーザーの餌食となるため、急いで2人は戦闘機で島に戻ろうとする。しかし、その途中でなぜか毒が復活して活性化を始め、操縦席のエレンが意識を失うなどの危機に見舞われる。
一方、そうとは知らない島内では予定通り次元・五ェ門・不二子と穏健派たちが行動を起こす。ところが、陽動の為の威力を抑えた爆弾以外にも大量の爆弾が仕掛けられており、大量の人間が爆死し、島は大混乱に陥る。ルパンとの通信も何者かに妨害されており、衛星の情報は伝わらなかった。さらにジャックやホークを率いたゴルドーも現れ、船上で双方入り乱れての激しい乱戦が始まる。その中で、不二子は金塊が偽物であることに気付き、次元・五ェ門に伝えて急いで船から飛び降りる。そのまま衛星の監視海域に入った船はレーザー砲の直撃を浴び、乗っていた者たちごと爆沈する。
瀕死のゴルドーが世界各国の要人たちとの映像会議に現れ、ルパンにやられたと報告する。直後、要人たちが見ている画面の枠外からシルバーメタリックのワルサーP38を持った腕が現れ、ゴルドーの側頭部を撃ち抜き、通信が切れる。これを見た各国は「タランチュラ」を切り捨てることを決定する。一方、実はゴルドーは生きており、その傍らにはシルバーメタリックのワルサーP38を持ったドクターがいた。一連の計画はすべて最初から2人が計画したものであり、自分たちの死を偽装し、罪をルパンに擦り付け、金塊を強奪するというものであった。やがて衛星は自爆し、ゴルドーは本物の金塊を積み込んだ脱出用の飛行船へ向かいつつ、金塊を独り占めにするためドクターも始末しようとする。しかし、ドクターは初めからゴルドーを殺害して自分が金塊を独り占めにする算段であり、逆にゴルドーを射殺した。
そこに島へ帰還できたエレンが現れ、ドクターの本性を知る。さらには彼が弟にプログラムの書き換えを強制し、殺した犯人だということも教えられる。ルパンも到着し、ドクターがかつて自分を裏切った相棒だとすでに気付いていたことなどを明かす。ドクターはエレンを人質にとって飛行船に乗り込み、ルパンが後を追う。一方、次元・五ェ門・不二子は、島の原子炉に仕掛けられた爆弾を解除するため奔走する。飛行船が島の領域から出てガスが薄まったことで毒が活性化し、ルパンとエレンは再び苦しめられ、さらに彼女はルパンを庇って致命傷を負う。それでもワルサーP38を取り返し、ドクターを追い詰めるが、彼は本物の解毒剤を取り出して取引を持ち掛ける。しかし、2人はこれを無視し、一緒に構えたワルサーP38で彼の眉間を撃ち抜き、死体は本物の解毒剤と大量の金塊と共に海に落下していった。エレンはルパンに、弟や仲間の仇を討ちたかった自分の我儘に付き合ってくれたことに感謝し、息を引き取る。
ルパンは銭形たちにタランチュラの情報をリークしており、銭形率いる警官隊と大勢の報道記者が島に向かう。そんな中、ルパン一味は完全な解毒剤を作るために必要な毒の成分と解毒剤完成までの生命線であるガスを飛行船に載せ、島を飛び立つ。その直後、エレン姉弟の墓から光の鳥が現れ、ルパンが飛行船からシルバーメタリックのワルサーP38を投げ捨てるのを見届けた後、天に飛び立っていった。

## 登場人物

### メインキャラクター
ルパン三世
かの名高き怪盗アルセーヌ・ルパンの孫で、自らも世界的な大怪盗かつ変装の達人。
報復とシルバーメタリックのワルサーP38の因縁にケリを付けるため、タランチュラの本拠地に潜入する。途中でわざと捕まり、タランチュラの構成員となる。
次元大介
コンバットマグナムを使う射撃の名手でルパンの相棒。
ルパンと共にタランチュラの本拠地に潜入する。穏健派に協力し、特にボマーと意気投合する。
石川五ェ門
古の大泥棒・石川五ェ門の十三代目。最強の刀「斬鉄剣」を使う居合い抜きの達人。
不二子の護衛役としてルパンらに先んじて島に潜入している。
峰不二子
ルパン一味の紅一点で、付かず離れずの存在。時にはルパン達を利用したり、裏切ったりすることも多い。
ルパンの頼みを受け、ルパンらに先んじて志願者としてタランチュラに潜入している。
銭形警部
ルパン一味を追うICPOの捜査官。ルパン専任捜査官であるため、ルパンに関係する事件なら世界中どこでも捜査権が認められている。
冒頭で偽の予告状を鵜呑みにしてルパンを逮捕しようとするもシルバーメタリックのワルサーP38の凶弾に倒れる。一時は心停止するも、ルパンへの執念で蘇る。新たな相棒のビッキーに命じてタランチュラを調査させる。

### ゲストキャラクター
エレン
本作のゲストヒロイン。タランチュラの幹部クラスの暗殺者。穏健派。
緑色の長い後ろ髪を束ねた気の強い若い女性。物腰は丁寧。無手での近接戦に秀でており、銃器や戦闘機をも扱える。しかし内心では暗殺に嫌気が差しており、無用な殺人は避ける傾向にある。
幼少時、飲んだくれの父親にたった一日の酒代欲しさで弟と共に売られ、暗殺術を仕込まれたという。タランチュラの支配から逃れて自由を渇望しており、穏健派に属する。本来は弟と共に脱出するはずであったが、物語開始前に亡くなっており、彼から贈られたオルゴール付きのロケットペンダントを形見として大事に身に着けている。
劇中冒頭の襲撃にも参加し、ルパンと互いの姿を視認する。後に島で再会し、さらにルパンがタランチュラの構成員になった後は何らかの目的を隠すルパンに警戒心を抱きつつ、徐々に打ち解けていく。
オープニングでは一瞬だが、ボマーが運転するワゴン車の助手席に座っているシーンで登場している。
ドクター
タランチュラのメンバー。穏健派。本名不明。
オールバックに後ろで縛った長髪、眼鏡を掛けた穏やかな雰囲気の男。その呼び名の通り組織で医療を担当しており、様々な薬品の扱いにも長けている。穏健派の中心メンバーの一人でもあり、解毒剤を作成するために、毒の成分表を手に入れるようルパンに頼む。
その正体は、ルパンが泥棒稼業の駆け出し時代に手を組んだ最初の相棒でルパンを裏切った男。本作の黒幕である。本性は非常に冷酷かつ狡猾で、正体を現した後は温厚な雰囲気だったドクターと比べても、まるで別人のような凶相になる。また、明晰な頭脳のみならず、ルパンやエレンと渡り合う程の近接格闘の技量と、銭形警部の胸を暗闇かつ遠方から銃撃する射撃能力を持つ。なお劇中の描写から自動車は勿論のこと飛行船や飛行機の操縦も出来るようである。その非道な振る舞いと過去の因縁によりルパンからは「貴様だけは容赦しねぇ」と吐き捨てられるほどルパンから憎悪を抱かれている。裏切りの際に、当時ルパンが使用していたシルバーメタリックのワルサーP38を奪い取り、それでルパンを撃って飛行機から落とした。その後は容姿を変えタランチュラに加入していたが、再び裏切りを画策し、ゴルドーと密かに手を組む。偽の予告状やかつて奪ったワルサーでの銭形狙撃など、すべてはルパンを誘い出すためのものであった。
ゴルドー
タランチュラのボス。
スキンヘッドの額に大きなタランチュラの刺青をした初老の大男。組織の長として部下を平気で切り捨てるなど冷酷だが、頭は切れる。一方、自らも暗殺者として優れた戦闘能力を持つ。変形できる右腕の義手を武器とする以外にも、比較的近距離で発射された銃弾を避けるほどの高速移動を得意とする。タランチュラの毒の開発者でもあり、都合の良い島を発見し、現在の組織のシステムを作り上げた。
世界各国の首脳たちから極秘の依頼を受け要人暗殺を請け負っていたが、陰で「蛆虫」と蔑む彼らに顎でこき使われることに嫌気が差し、密かに離脱することを企んでいた。ドクターと手を組み、ルパンを巻き込んで自分らの死を偽装し、報酬の大量の金塊を持ち去る計画を立てていた。
ジャック
タランチュラの幹部クラスの暗殺者。
色白の肌と長い銀髪が特徴のナイフ使いの細身の男。常人離れした身体能力を活かしたナイフによる接近戦・投擲、また発射された銃弾を近距離で弾き防ぐなど、幹部にふさわしいかなりの手練れ。殺しを楽しんでおり、終盤では島から脱出しようとする穏健派の誘いも小馬鹿にするが、次元からは自由が怖いのではないかと見透かされている。
終盤においてゴルドーに率いられ穏健派の船を襲撃、裏切り者たちを殺していくが静止衛星レーザーにより死亡する。
ホーク
タランチュラの幹部クラスの暗殺者。
モヒカンにサングラスが特徴の大男。巨漢ながら身のこなしは軽く、重火器を縦横無尽に駆使し、攻撃力と機動力の両方を兼ね揃えている。
終盤においてゴルドーに率いられ穏健派の船を襲撃し、裏切り者たちを殺していくが、静止衛星レーザーにより死亡する。
ボマー
タランチュラの幹部クラスの暗殺者。穏健派。
頭に黄色いバンダナを巻いた顔に複数のあざのある肥満体の中年男。名前の通り爆弾の扱いに長ける。ルパンに一瞬にして無数の爆弾を仕掛けるなど、見掛けに反して動きは俊敏。その腕前は次元をして「（自由になったとしても）一人でもやっていけるだろう」と評されるほど。穏健派の中心メンバーの一人で、殺し屋稼業に嫌気が差し、組織の支配から逃れて自由になることを望んでいる。ルパンらと手を組むことになって以降は、特に次元と意気投合し、脱出後はコンビを組まないかとも誘う。一方で自由になってもどう生きていくべきか、将来に対する漠然とした悩みも抱えていた。
終盤において船で脱出しようとしたところをゴルドーらに急襲される。彼らを迎え撃つもゴルドーに致命傷を負わされ、一矢報いようと彼を道連れにして自爆しようとする。しかし、掴んだ義手を外されてしまい、一人で爆死してしまった。
オープニングではワゴン車を運転するシーンで登場しており、白バイに乗り、高速道路でワゴン車を追ってきたルパンに無数の煙幕を仕掛けた。
アレックス
エレンの弟。故人。穏健派。
幼少時に姉エレンと共に父に売られた青年。生前は組織内でも屈指のプログラマーとしてエレクトロニクスを担当していた。そのスキルを活かし、穏健派の一員として静止衛星の自爆プログラムを作成する。しかし、その際の無理が祟って過労死してしまい、エレンによって島の岬に小さな墓が作られている。
実はプログラム完成後に、ドクターとゴルドーにエレンの命を盾に脅されてやむなく、自爆までの猶予期間として1時間を設けるプログラムの書き直しをさせられていた。その後、口封じのためにドクターに殺害された。
ビッキー・フラナガン
本作における銭形の助手。捜査官としては新米で未熟者の半人前。また、根本的にドジで銭形を止めようと揉み合ってしまい、転倒して銭形の足を骨折させる失敗を2回もしでかしてしまう。
そのせいで病床から身動きできない銭形の代理として、彼の命令を受けてタランチュラについての情報などを集める。ICPO長官から直々に銭形の相棒に任命されたが、その真の任務は銭形の監視であった。
銭形が療養の名目で田舎に飛ばされると自分の真の任務を明かし、自分も左遷されてしまったと嘆くが、一方で銭形の熱意に感化されていく。エピローグで銭形が長官を出し抜いてタランチュラの島の立ち入り捜査を行う際には、特に銭形を妨害することもなく彼に従う。
ICPO長官
本作における銭形の上司。
各国政府の支援を受けるタランチュラのことを知っていたことが示唆され、銭形が抗議してもルパン犯人説を捨てず、またタランチュラに関する捜査を差し止めようとする。それでも捜査を止めようとしない銭形に業を煮やして最後は病気療養を名目に田舎に飛ばしてしまう。
エピローグでも大勢の報道記者たちを引き連れてタランチュラの島に乗り込もうとした銭形にすぐに戻るよう命令するが、無視されて終わる。

## 用語
シルバーメタリックのワルサーP38
本作のキーアイテム。駆け出し時代のルパンが愛用していた銀色のワルサーP38。銀の部分には、白百合のレリーフが施されている。当時組んでいた相棒に裏切られた際に奪われ、さらにそれで撃たれた過去があった。その後はその相棒と共に行方不明となり、劇中冒頭の銭形狙撃まで一度も使われることもなかった。
かつてルパンが使用していたり、発射された弾丸の記録は警察に残っており、銭形狙撃の犯人をICPOがルパンと断定した根拠にもなっている。
なお、ICPOが提出したルパンのワルサーP38の報告書には、カリオストロ伯爵の情報と写真が掲載されていた。
タランチュラ
本作の敵組織。詳細不明の世界最大の暗殺組織。謎多き組織で、世界各地の要人暗殺に関わり、構成員は右手の甲にタランチュラの刺青（正しくは違う）が入っていることが特徴。稀にその暗殺者を捕まえても途端に死んでしまうため、真相は不明のままとなる。その実態は世界各国政府から依頼を受けて標的を抹殺する組織であり、彼らのバックアップもあって捜査の手などから逃れられていた。
元はボスのゴルドーが設立した組織で、バミューダトライアングル内に、かつてナチスドイツが密かに築いた軍事基地を発見し、拠点とする。それと共に島から噴出する特殊なガスを吸い続けないと活性化して死に至る毒を開発し、これを構成員に接種させることで決して裏切らず、警察などに捕まっても情報を吐く前にすぐに死んでしまう部下を作っていた。その後は政府のバックアップで静止衛星のレーザー砲でも島を守れるようになったが、これは同時に各国政府の監視下に置かれ、島から自由に出られないという状況も作り出していた。また、島の中央には発電施設として原子炉も備わっている。
タランチュラの毒
タランチュラが構成員に接種させる毒。摂取すると右手の甲にタランチュラの紋様が浮かび上がる。島のガスを吸い続ける限りは何も問題がないが、吸うのを止めると毒が活性化しすさまじい苦しみを与え、やがて死に至る。タランチュラの紋様は普段は青いが、毒が活性化すると赤くなる。また、解毒されると紋様は消える。
この毒によって構成員は島から自由に出ることは不可能となる。暗殺任務時で外出する時は島のガスを詰めた24時間分のボンベを与えられ、制限時間内に任務を達成して島に帰ってこなければならない。また、警察などに捕まった場合の口封じを兼ねることもできていた。
中盤においてドクターが解毒剤の作成に成功するが、自分に投与したもの以外は一時的に毒の効力を消すだけの偽物であった（毒の効果が停止している時はタランチュラの紋様も消える）。
静止衛星レーザー砲
タランチュラの本拠地である島を守るシステム。静止衛星が島の周りのドーナツ状の海域を監視しており、たとえ樽程度の大きさでも把握する。後述のランダムナビゲーションの指示に従わない物体に対しては、強力なレーザー砲が発射され対象を消滅させる。本作の世界観では、バミューダトライアングル内で船や航空機が行方不明になるのはこのレーザー砲のせいであった。
本来は島の存在を外部に知られないようにするシステムであったが、後にはゴルドーを含めたタランチュラのメンバーたちを自由に島の外へ出さない意味合いも持つようになった。
ランダムナビゲーション
静止衛星レーザー砲とセットでタランチュラの島を守るシステムの1つ。入島するためのジグザグの航路をランダムに策定する。これに従わないで衛星の警戒海域に入った場合、レーザー砲で攻撃される。

## 声の出演
- ルパン三世 - 栗田貫一
- 銭形警部 - 納谷悟朗
- 次元大介 - 小林清志
- 石川五ェ門 - 井上真樹夫
- 峰不二子 - 増山江威子
- ドクター - 津嘉山正種
- エレン - 篠原恵美
- ゴルドー - 内海賢二
- ジャック - 速水奨
- ホーク - 天田益男
- ボマー - 緒方賢一
- ビッキー - 岩永哲哉
- ICPO長官 - 阪脩
- 峰恵研
- 秋元羊介
- 塚田正昭
- 大川透
- 中博史
- 長島雄一
- 青山穣

## スタッフ
- 原作 - モンキー・パンチ（中央公論社刊）
- 監督・絵コンテ - 矢野博之
- 脚本 - 米村正二
- 演出 - 水島精二
- 演出補 - 矢野篤
- キャラクターデザイン - 木﨑文智
- メカニカルデザイン - 石野聡
- 作画監督 -  木﨑文智、石野聡、紺野直幸、富岡隆司
- 美術監督 - 宮野隆
- 撮影監督 - 池上元秋
- 編集 - 鶴渕允寿
- 音楽 - 大野雄二
- 音楽監督 - 鈴木清司
- 録音監督 - 加藤敏
- 音響効果 - 糸川幸良
- アシスタントプロデューサー - 大石祐道（東京ムービー）
- プロデューサー - 中谷敏夫（日本テレビ）、尾崎穏通（東京ムービー）
- 主題歌『瞳を忘れないで』
  - 作詞 - 渡辺なつみ
  - 作曲・編曲 - 大野雄二
  - 唄 - 篠原恵美
  - オリジナルサウンドトラック - 『ルパン三世 ワルサーP38』
- 連載誌 - 週刊Weekly漫画アクション
- 企画・制作 - 日本テレビ
- 製作 - キョクイチ東京ムービー